# Morsowate
Morsowate (Odobenidae) – rodzina dużych, drapieżnych ssaków morskich, zaliczanych wraz z uchatkami i fokami do nadrodziny Phocoidea w obrębie rzędu drapieżnych (Carnivora).

## Występowanie
W przeszłości była to rodzina szeroko rozprzestrzeniona i liczna w gatunki. Ze środkowego miocenu Ameryki (ok. 14 mln lat temu) znane są szczątki kopalne około 30 gatunków i podgatunków ssaków podobnych do morsa – jedynego przedstawiciela rodzaju Odobenus Brisson, 1762 i jedynego współcześnie żyjącego reprezentanta rodziny. Mors spotykany jest w okołobiegunowych morzach Arktyki. Wymarłe gatunki amerykańskie zaliczane są do kilku (od dwóch do czterech – w zależności od autora) podrodzin. Najczęściej wymieniane są Imagotariinae, Dusignathinae i Odobeninae. Z Hokkaido opisano Pseudotaria muramotoi.

## Cechy charakterystyczne
Jak wszystkie płetwonogie, również morsowate mają giętkie, opływowe ciało chronione przed zimnem grubą warstwą tłuszczu. Wszystkie kończyny są przekształcone w płetwy, ogon zredukowany, górne kły tworzą potężne ciosy, szczególnie duże u samców. Zęby policzkowe o uproszczonej budowie, tępe.
Podobnie jak u fok, u morsowatych nie występują małżowiny uszne, a jądra znajdują się pod skórą brzucha. Natomiast w odróżnieniu od fok, a podobnie jak u uchatek, tylne kończyny morsowatych mogą zginać się pod tułów, co umożliwia im poruszanie się na lądzie.
Wyniki badań molekularnych sugerują, że morsy są bliżej spokrewnione z uchatkami niż z fokami.

## Podział systematyczny
Do rodziny morsowatych należy jedna współcześnie występująca podrodzina:
- Odobeninae J.A. Allen, 1880

Opisano również podrodziną wymarłą:
- Dusignathinae E.D. Mitchell, 1968

Opisano również szereg wymarłych rodzajów bazalnych:
- Archaeodobenus Tanaka & Kohno, 2015[10] – jedynym przedstawicielem był Archaeodobenus akamatsui Tanaka & Kohno, 2015
- Imagotaria Mitchell, 1968[11] – jedynym przedstawicielem był Imagotaria downsi Mitchell, 1968
- Kamtschatarctos Dubrovo 1981[12] – jedynym przedstawicielem był Kamtschatarctos sinelnikovae Dubrovo, 1981
- Nanodobenus Vélez-Juarbe & Salinas-Márquez, 2018[13] – jedynym przedstawicielem był Nanodobenus arandai Vélez-Juarbe & Salinas-Márquez, 2018
- Neotherium R. Kellogg, 1931[14] – jedynym przedstawicielem był Neotherium mirum R. Kellogg, 1931
- Oriensarctos Mitchell, 1968[15] – jedynym przedstawicielem był Oriensarctos watasei (Matsumoto, 1925)
- Osodobenus Biewer, Vélez-Juarbe & Parham, 2020[16] – jedynym przedstawicielem był Osodobenus eodon Biewer, Vélez-Juarbe & Parham, 2020
- Pelagiarctos L.G. Barnes, 1987[17] – jedynym przedstawicielem był Pelagiarctos thomasi L.G. Barnes, 1987
- Pontolis F.W. True, 1905[18]
- Proneotherium Barnes, 1994[19] – jedynym przedstawicielem był Proneotherium repenningi L.G. Barnes, 1994
- Protodobenus Horikawa, 1994[20] – jedynym przedstawicielem był Protodobenus japonicus Horikawa, 1994
- Prototaria Takeyama & Ozawa, 1984[21]
- Pseudotaria Kohno, 2006[22] – jedynym przedstawicielem był Pseudotaria muramotoi Kohno, 2006
- Titanotaria Magallanes, Parham, Santos & Vélez-Juarbe, 2018[23] – jedynym przedstawicielem był Titanotaria orangensis Magallanes, Parham, Santos & Vélez-Juarbe, 2018